# 알프레트 파프
알프레트 파프(독일어: Alfred Pfaff; 1926년 7월 16일~ 2008년 12월 27일)는 독일의 전 축구 선수로, 1954년에 서독 국가대표팀 일원으로 월드컵을 우승했다.

## 생애
파프는 1953년부터 1956년까지 서독 국가대표팀에서 안쪽 공격수로 활약하며 2골을 기록했다.
그는 스위스에서 열린 1954년 월드컵을 우승하며 경력에 방점을 찍었다. 파프는 3-8로 패한 헝가리와의 조별 리그 경기에 출전해 26분에 득점을 기록했다.
그가 현역 시절에 활약한 곳은 아인트라흐트 프랑크푸르트로, 1959년에 독일 리그를 우승했고, 1960년에 레알 마드리드를 상대로 구단 사상 첫 유러피언컵 결승전을 치렀다. 왼발잡이 "알프레도 옹"(Don Alfredo)가 이 선수단을 이끌었다. 파프는 진정한 플레이메이커로, 공을 잘 다루었고, 기술이 출중했고, 프리킥이 정확했다. 파프는 역할이 동일했던 프리츠 발터의 존재로 서독 국가대표팀에서는 아인트라흐트 프랑크푸르트에서처럼 맹활약하지 못했다. 1954년, 아틀레티코 마드리드는 그에게 180,000DM을 제의했지만, 그의 배우자 에디트는 스페인 이적에 반대했다. 파프가 치른 최고의 경기는 6-1로 이긴 레인저스와의 1959-60 시즌 유러피언컵 준결승 1차전 경기로, 이후 글래스고 원정에서 6-3으로 이긴 아인트라흐트 프랑크푸르트가 결승에 올랐다. 그는 1962년에 36세로 현역에서 은퇴했다.
그는 축구 선수로서 활동한 것 외에도, 여관주였으며, 프랑크푸르트 하우프트바헤 인근에 주점을 운영했다. 1960년대를 기점으로, 그는 주점주 겸 호텔 경영인으로 오덴발트 모레탈의 치텔펠덴에서 여생을 보냈다.

## 수상
아인트라흐트 프랑크푸르트
- 독일 리그: 1958–59
- 유러피언컵: 1959–60
- 남부 오버리가
  - 우승: 1952–53, 1958–59
  - 준우승: 1953–54, 1960–61

서독
- 월드컵: 1954